# Bouly Sambou
Bouly Sambou, né le 1er décembre 1998 à Bignona (Sénégal), est un footballeur sénégalais qui joue au poste d'attaquant à Şanlıurfaspor, en prêt de Konyaspor.

## Biographie
Bouly Junior Sambou naît à Bignona et commence le football à l'EJ Fatick, s'inspirant du style de jeu de Harry Kane et ayant comme club favori le Chelsea FC.

### Carrière en club
Issu du centre de formation de l'EJ Fatick, il rejoint en 2019 le Teungueth FC, inscrit sept buts et délivre trois passes décisives en treize matchs. Grâce à ses prestations, il signe un contrat de deux saisons au sein de l'ASC Jaraaf en D1 sénégalaise.
Le 30 août 2022, il s'engage pour quatre saisons au Wydad AC. Il succède ainsi à l'attaquant phare du Wydad Guy Mbenza. Le 2 septembre 2022, il dispute son premier match avec le club marocain en championnat face au Fath US (match nul, 1-1). Le 5 septembre, il reçoit sa première titularisation et inscrit son premier but face au Difaâ Hassani d'El Jadida (victoire, 3-1). Le 10 septembre 2022, il est titularisé sous Houcine Ammouta à l'occasion de la finale de la Supercoupe de la CAF face à la RS Berkane. Le match se solde sur une défaite de 0-2 au Stade Mohammed-V.
En pleine phase de changement d'entraîneur avec la venue de Sven Vandenbroeck, il parvient à se qualifier en finale de la Ligue des champions le 20 mai 2023 après un match nul retour de 2-2 en étant titularisé face au Mamelodi Sundowns FC au Loftus Versfeld Stadium en Afrique du Sud. 

### Carrière en équipe nationale
En juillet 2022, il reçoit sa première convocation en équipe du Sénégal A' pour prendre part à la Coupe COSAFA 2022. Lors de ce tournoi, il fait ses débuts en sélection à l'occasion du match des quarts de finale face à l'Eswantini (match nul, 1-1 ; victoire aux tab : 10-9). Il est éliminé en demi-finales face à la Zambie sur le score de 4-3, mais remporte le match de la troisième place face au Mozambique.
Ayant pris part aux éliminations du CHAN 2023, il dispute une partie des matchs jusqu'au 31 août 2022 lorsqu'il rejoint le Wydad AC, à deux jours du match contre la Guinée A', n'étant plus éligible à porter le maillot des Sénégalais locaux.

## Palmarès

### En club
Wydad AC
- Botola Pro1
  - Vice-champion : 2023
- Ligue des champions de la CAF
  - Finaliste : 2023
- Supercoupe d'Afrique
  - Finaliste : 2022

### En sélection
Sénégal A'
- Coupe COSAFA :
  - Troisième : 2022.

### Distinction personnelle
- Championnat du Sénégal de football 2021-2022 : Co-Meilleurs buteurs du Championnat du Sénégal avec 17 buts
- 2023 : Meilleur buteur du Championnat du Maroc avec 13 buts
- 2023 : Joueur du mois en Championnat du Maroc en mars 2023